# Aylesbury
Aylesbury este un oraș în comitatul Buckinghamshire, regiunea South East England, Anglia. Orașul se află în districtul Aylesbury Vale a cărui reședință este.
1. ↑   http://www.citypopulation.de/php/uk-england-southeastengland.php?cityid=E35001278 Lipsește sau este vid: |title= (ajutor)